# Wilhelmenia Fernandez
Wilhelmenia Wiggins Fernandez (Filadelfia, 5 gennaio 1949 – Lexington, 2 febbraio 2024) è stata un'attrice e soprano statunitense.

## Biografia
Studiò canto lirico alla Academy of Vocal Arts e alla Juilliard School, prima di debuttare nel ruolo della protagonista di Porgy and Bess alla Houston Grand Opera, una produzione che andò in tournée sia negli Stati Uniti che in Europa. 
Nel 1977 fu ancora Bess diretta da John DeMain con Donnie Ray Albert al San Francisco Opera.
Cantò a Parigi nel ruolo di Musetta in La bohème e con lo stesso ruolo fece il suo debutto alla New York City Opera accanto a Plácido Domingo e Kiri Te Kanawa. Nel 1992 vinse il Laurence Olivier Award alla migliore attrice in un musical per la sua performance in Carmen Jones.

## Filmografia
- Diva, regia di Jean-Jacques Beineix (1981)

## Discografia
- Carmen Jones by Oscar Hammerstein II; music by Bizet - Henry Lewis, 1991 EMI